# Academia del Parnaso
La Academia de los Montañeses del Parnaso fue una academia literaria fundada en Valencia por Guillén de Castro en 1616 con el fin de seguir los pasos culturales de la Academia de los Nocturnos ya desaparecida. Esta academia tuvo una vida muy corta.

“Después de impreso este poema me mandó la academia nuevamente resucitada en la insigne ciudad de Valencia por el conocido, por el superior ingenio  Guillem de castro, debajo el nombre de los Montañeses del Parnaso, lo resumiere desnudo de episodios, en las octavas abajo escritas; y se leyeron en la segunda junta, aviendose favorecido con admitirme por académico della, por el nombre de 'Píndaro'.'Los Amantes de Teruel', Juan Yagüe de Salas, 1516

La temática fue variada tratando temas banales, pero también didácticos: derecho, medicina, historia y matemáticas. El asunto más singular es el tema de los Amantes, Isabel de Segura y Juan Diego de Marcilla, cuyas momias fueron descubiertas en 1555.
Según Vicente Luis Simó Santonja "los Académicos reconocidos es evidente que tienden a la autoglorificación por considerarse en el Parnaso conviviendo con los dioses del Olimpo."

## Académicos
- Guillem de Castro, Secreto. El mismo seudónimo que, algo más de una década antes, en 1592 había utilizado  en la Academia de los Nocturnos.
- Andrés Rey de Artieda, Artemidoro.
- Manuel Ledesma, Recogimiento.
- Juan Yagüe de Salas, Píndaro o Pindauro.  Notario, escribano, secretario y archivero del Concejo de la ciudad de Teruel.